# Chantal Mouffe
Chantal Mouffe (Charleroi, Belgium, 1943. június 17. –) belga politológus és a Westminsteri Egyetem politikaelméleti tanszékének professzora.
Mouffe több európai, észak- és dél-amerikai egyetemen tanított és kutatott. A párizsi székhelyű Collège international de philosophie tagja. Jelenleg a politikaelmélet egy nem racionális megközelítésén dolgozik és az európai radikális jobboldal megerősödésének okait kutatja.
Egyik legnagyobb hatású műve Hegemónia és szocialista stratégia. Egy radikálisan demokratikus politika felé, amelyet Ernesto Laclauval közösen publikált 1985-ben. Ebben többek között Antonio Gramsci hegemóniaelméletét fejlesztették tovább. Mouffe kommunista teoretikus, marxista ill. posztmarxista gondolkodó.

## Publikációk
- Gramsci and Marxist Theory (szerk.) London – Boston, 1979
- Hegemony and Socialist Strategy: Towards a Radical Democratic Politics (Ernesto Laclauval közösen). London – New York, 1985
- Dimensions of Radical Democracy: Pluralism, Citizenship, Community (szerk.) London – New York, 1992
- The Return of the Political: London – New York, 1993
- Le politique et ses enjeux. Pour une démocratie plurielle. Paris, 1994
- Deconstruction and Pragmatism(Szerk.). London – New York, 1996
- The Challenge of Carl Schmitt(Szerk.). London – New York, 1999
- The Democratic Paradox. London – New York, 2000
- Feministische Perspektiven (szerk.) Wien, 2001
- The legacy of Wittgenstein: Pragmatism or Deconstruction (Szerk.). Frankfurt am Main – New York, 2001
- On the Political. Abingdon – New York, 2005